# Carl Gollmick

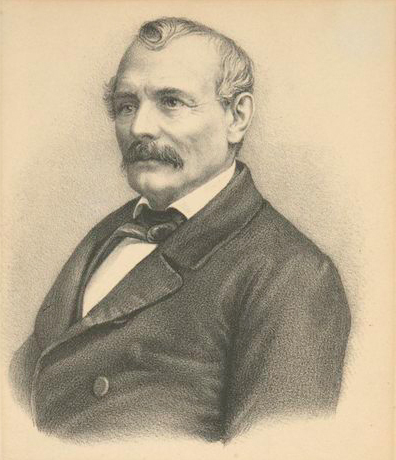
CarlGollmick.

Carl Gollmick, född den 19 mars 1796 i Dessau, död den 3 oktober 1866 i Frankfurt am Main, var en tysk musiker. 
Utom sånger och pianostycken skrev Gollmick, som från 1817 var språklärare och körrepetitör i Frankfurt, en mängd musikteoretiska uppsatser och böcker, som Kritische Terminologie für Musiker und Musikfreunde (1833, 2:a upplagan 1839; "Carl Gollmick’s kritiska terminologi för vänner af tonkonsten och theatern", 1842), Handlexikon der Tonkunst (1858) med flera.